# Tafsir
Nell'Islam, il tafsīr (in arabo ﺗﻔﺴﻴﺮ‎?) indica l'interpretazione autentica data dai dotti (ʿulamāʾ) musulmani agli ardui passaggi del Corano; quale finalità dell'esegesi, l'insegnamento divino che ne discende giova al cammino salvifico che ogni credente (muslim) ha da percorrere nella vita terrena, con l'attesa fiduciosa della ricompensa celeste.
Gli esegeti, o mufassirūn (ﻣﻔﺴﺮﻭﻥ), sono annoverati fra i principali dotti in «scienze religiose» (ʿulūm dīniyya): infatti, oltre a una formazione teologica, devono avere un'ottima preparazione linguistica, tradizionistica e storica.
Tra i più importanti esegeti islamici possiamo citare i seguenti:
- al-Jubbāʾī (m. 915)
- Al-Ghazali: autore della Iyhāʾ ʿulūm al-dīn (Rivivificazione delle scienze religiose), paragonata alle summae medioevali, sintesi del sapere teologico islamico fino al Medioevo. Include nel contempo lʾ aḥādīth, la tradizione giuridicamente rilevante, generalmente facente parte di un distinto genere letterario e tematico.
- Ṭabarī (m. 923):Jāmiʿ al-bayān ʿan taʾwīl al-Qurʾān («La somma della chiarezza sull'interpretazione del Corano»)
- Zamakhsharī (m. 1144): al-Kashshāf ʿan ḥaqāʾiq ghawāmid al-tanzīl («L'indagatore delle verità imperscrutabili della Rivelazione»)
- Fakhr al-Dīn al-Rāzī (m. 1209): Mafātīḥ al-ghayb («Le chiavi dell'occulto»)
- Qurtubī (m. 1272): al-Jāmiʿ li-aḥkām al-Qurʾān wa l-mubayyin li-mā tadammana min al-sunna wa āyāt al-furqān («La somma dei decreti del Corano e di quanto è chiaro di ciò che a esso viene riconnesso da parte della tradizione e dei versetti del Libro Sacro»)
- al-Bayḍāwī (m. 1286): Anwār al-tanzīl wa asrār al-taʾwīl («Le luci della Rivelazione e i segreti dell'interpretazione»)
- al-Qashānī [pseudo Ibn ʿArabī] (m. 1330): Tafsīr Ibn ʿArabī («Tafsīr di Ibn ʿArabī»)
- al-Gharnātī (m. 1344): al-Baḥr al-muḥīṭ («L'Oceano»)
- Ibn Kathīr (m. 1373): Tafsīr al-Qurʾān al-ʿaẓīm («Tafsīr del sublime Corano»)
- Badr al-Dīn al-Zarkashī (m. 1392): al-Burqān fī ʿulūm al-Qurʾān («Il vulcano[1] nelle scienze del Corano»).

Per quanto riguarda la scienza giuridica dei ḥadīth e dei fiqh, al-Bayhaqi (994-1066) fu il principale esponente della scuola sunnita di al-Shāfiʿī, erede spirituale dell'imam Hakim al-Nishaburi.
Si potrebbero citare numerosi altri autori. Semplificando i termini del discorso, il tafsīr più diffuso è il noto al-Jalālayn («dei due Jalāl»), scritto per l'appunto da Jalāl al-Dīn al-Maḥallī e Jalāl al-Dīn al-Suyūṭī.
Tra i tafsīr moderni, dai simpatizzanti del «fondamentalismo islamico» è molto seguito quello dell'egiziano Sayyid Qutb ( Fī zilāl al-Qurʾān «All'ombra del Corano») e quello del pakistano Sayyid Abū l-ʿAlaʾ Maududi (Tafḥīm al-Qurʾān «La comprensione del Corano»).

Tra quelli 'riformisti', invece, si ricorderà il Tafsīr al-Manār (lett. «Il tafsīr del[la rivista] al-Manār»), redatto da Muhammad Abduh – a suo tempo Muftī d'Egitto e animatore della nota rivista 'riformista' (iṣlāḥī) "al-Manār".